# 網走まで
「網走まで」（あばしりまで）は1910年（明治43年）に志賀直哉によって書かれた短編小説。武者小路実篤らと創刊した同人雑誌「白樺」に掲載された。簡潔な文体や、好悪の感情の率直な表現など、後年の作風の特色がよく表れている作品とされる。

## あらすじ
上野駅から青森行きの汽車に乗った自分は、男の子を連れて赤子を背負った若い上品な母親と同席する。自分はその母親の男の子の醜い容貌、粗暴な言葉に嫌悪感を抱き、不幸そうな母親に同情する。彼女は北海道の網走まで行くという。自分はこの女性の境遇や運命に思いを馳せつつ、宇都宮で下車する。